# Marquesado de Campo Hermoso
El marquesado de Campo Hermoso es un título nobiliario español creado por el rey Carlos IV, con el vizcondado previo de Contrabarrios, en favor de Joaquín Miguel de Castro y Gadea, capitán de infantería, por real decreto del 22 de noviembre de 1790 y real despacho del 6 de junio de 1791.
Su denominación hace referencia a una finca situada en Campohermoso de Níjar, en Almería.

## Marqueses de Campo Hermoso
|                        | Titular                                                        | Periodo                |
| Creación por Carlos IV | Creación por Carlos IV                                         | Creación por Carlos IV |
| ---------------------- | -------------------------------------------------------------- | ---------------------- |
| I                      | Joaquín Miguel de Castro y Gadea, de los Ríos Zarzosa y Castro | 1791-1801              |
| II                     | Joaquín Castro y Barrios                                       | ¿?-¿?                  |
| III                    | Antonio Castro y Barrios                                       | ¿?-¿?                  |
| IV                     | María del Mar Castro y Barrios                                 | ¿?-¿?                  |
| V                      | Trinidad de Castro Heras                                       | 1850-1868              |
| VI                     | Manuel Castro y Portillo                                       | 1869-¿?                |
| VII                    | Nicolás Montes y Castro                                        | 1920-¿?                |
| VIII                   | Nicolás de Montes y Gálvez                                     | 1981-hoy               |

## Armas
De los Castro: En plata, seis roeles de azur.

Julio de Atienza y Navajas, Adolfo Barredo de Valenzuela, en Títulos nobiliarios de Almería.

## Historia de los marqueses de Campo Hermoso
- Joaquín Miguel de Castro y Gadea (baut. Almería, 25 de diciembre de 1739-m. 1 de enero de 1801),[2] I marqués de Campo Hermoso, último señor y alcaide perpetuo del castillo de Las Roquetas (1766), alcalde del Castillo de San Pedro,[2] capitán de infantería de la Compañía de la Plaza de Almería.[3] Era hijo de Andrés Francisco de Castro y Zarzosa (n. 1702), capitán de infantería, teniente coronel y alcaide perpetuo de Roquetas, y de Isabel Ana de Gadea y Castro (n. 1723), hija, a su vez, de Félix Tomás de Gadea, veinticuatro de Granada, y de Úrsula de Castro.[3]

Casó el 23 de julio de 1766, en Orihuela, con Josefa Barrios y Rocafull (n. 1749). Le sucedió su hijo:
- Joaquín Castro y Barrios (baut. Almería, 30 de agosto de 1768), II marqués de Campo Hermoso, coronel y regidor perpetuo de Almería.[3]

Sin descendientes. Le sucedió su hermano:
- Antonio Castro y Barrios (baut. Almería, 11 de julio de 1770), III marqués de Campo Hermoso, teniente de caballería, maestrante de Valencia y caballero de la Orden de Calatrava (1807).[3]

Sin descendientes. Le sucedió su hermana:
- María del Mar Castro y Barrios, IV marquesa de Campo Hermoso.[3]

Sin descendientes. Por muerte de un cuarto hermano, Antonio, que fue caballero de la Orden de Santiago, el 17 de diciembre de 1850 sucedió un sobrino carnal del I marqués, como hijo de su hermano Manuel:
- Trinidad de Castro Heras (baut. Mataró, 1 de diciembre de 1794-m. Almería, 26 de septiembre de 1868), V marqués de Campo Hermoso, coronel de caballería.[5]

Casó el 1 de enero de 1839, en Almería, con María Teresa de Portillo Estrada (n. 1813), hija del coronel Pedro y su esposa Manuela Estrada. El 20 de febrero de 1869 le sucedió su hijo:
- Manuel Castro y Portillo (baut. Almería, 30 de septiembre de 1840), VI marqués de Campo Hermoso, maestrante de Valencia, caballero de la Orden de Alcántara (1888).[5]

Casó en Granada con María de la Cabeza Godoy y Godoy (n. 1847), hija de Antonio y de María de la Cabeza. El 29 de octubre de 1920 le sucedió su nieto, hijo de María Teresa de Castro y Godoy y de Nicolás de Montes y Moreno:
- Nicolás Montes y Castro (n. Granada, 26 de abril de 1907), VII marqués de Campo Hermoso.[5]

Casó el 24 de abril de 1927, en Granada, con Matilde Dávila Ponce de León y Benito de Planes (n. 1907). El 8 de enero de 1981, tras solicitud cursada el 15 de enero de 1980 (BOE del día 31 de ese mes) y orden del 27 de mayo para que se expida la correspondiente carta de sucesión (BOE del 17 de junio), le sucedió su nieto:
- Nicolás de Montes y Gálvez, VIII marqués de Campo Hermoso.